# Biophytum mucronatum
Biophytum mucronatum är en harsyreväxtart som beskrevs av A. Lourteig. Biophytum mucronatum ingår i släktet Biophytum och familjen harsyreväxter. Inga underarter finns listade i Catalogue of Life.